# EgyptAir Flight 990
EgyptAir Flight 990 var en ruteflyvning med et Boeing 767-fly fra Los Angeles til Cairo, som 31. oktober 1999 efter mellemlanding i JFK Airport i New York styrtede i Atlanterhavet omkring 100 km syd for Nantucket, Massachusetts, hvorved alle 217 ombordværende omkom.
Den amerikanske havarirapport udarbejdet af NTSB antyder, at styrtet forårsagedes af en selvmordhandling begået af den 59-årige andenpilot Gameel Al-Batouti, konklusionen bestrides dog af de civile egyptiske luftfartsmyndigheder, som bortforklarer ulykken med tekniske årsager.
| Nationalitet | Passagerer | Besætning | Total |
| ------------ | ---------- | --------- | ----- |
| USA          | 100        | 0         | 100   |
| Egypten      | 75         | 14        | 89    |
| Canada       | 21         | 0         | 21    |
| Syrien       | 3          | 0         | 3     |
| Sudan        | 2          | 0         | 2     |
| Tyskland     | 1          | 0         | 1     |
| Zimbabwe     | 1          | 0         | 1     |
| Total        | 203        | 14        | 217   |